# Luis Ricardo Falero
Luis Ricardo Falero de Candelarese (Granada, 23 de mayo de 1851-Londres, 7 de diciembre de 1896) fue un pintor de formación básicamente autodidacta, inventor e ingeniero español perteneciente estilísticamente a la tradición postromántica o «romanticismo tardío» de la segunda mitad del siglo XIX cuya particular predilección por la representación por medio de un dibujo meticuloso y una precisión casi fotográfica en el tratamiento de «suntuosos» desnudos femeninos (sobre todo a partir de su tiempo de estancia en París) le supuso ser tildado de «pintor cercano a la pornografía» y en consecuencia poco conocido para el público en general, mientras que en Londres obtuvo, salvo con escasas excepciones de la crítica, una excelente acogida. Altamente valorado entre los artistas de finales del siglo XIX en Reino Unido, Estados Unidos y Francia, es sin embargo casi desconocido en España.
Como inventor e ingeniero fue fundador de la Sociedad Internacional de Electricistas y miembro de la Sociedad Belga de Electricidad, así como iniciador de un nuevo procedimiento de preparación industrial del oxígeno (1874) y varios generadores, uno de los cuales fue presentado a la citada Sociedad de Electricistas, que publicó su estudio y descripción.
Se observa en él, igualmente, un notable interés por el estudio de los efectos luminosos (manifiesto en algunas composiciones como Desnudo tumbado, de 1880), así como por las Matemáticas, la Astronomía, la Astrología, los fenómenos paranormales o la brujería visible en buena parte de sus obras, especialmente a lo largo de su etapa de madurez.
En cuanto a su producción artística destacan una extensa serie de pinturas de insinuaciones orientalistas y sobrenaturales, por norma general de fuerte contenido erótico para su tiempo, como Mujer egipcia con arpa (1874), Jugando con el tigre (1877), Bailarina española, La encantadora o La hechicera (vendida en la casa de subastas Sotheby's de Londres el 29 de mayo de 2008 por 84 500 libras esterlinas) y El sueño de Fausto o Brujas yendo al Sabbat (las tres de 1878), La fumadora de opio y La pose (ambas de 1879), La visión de Fausto (1880. Óleo sobre lienzo, 81,2 x 150,5 cm. Adquirida en 1881 por un importe de 2000 libras esterlinas para la decoración del renombrado hotel The Hoffman House de Nueva York, donde también se hallaba por entonces la controvertida pieza del pintor academicista francés William-Adolphe Bouguereau titulada Ninfas y sátiro), Estrellas gemelas (firmada y fechada en París en 1881 y que se exhibe hoy en el Museo Metropolitano de Arte de Nueva York), El planeta Venus (1882), La oración a Isis (1883), La melena de Berenice (1885), las alegorías de la Escultura y la Pintura presentadas en la Real Academia de Artes de Londres en 1893, La mariposa (exhibida en la Exposición de Industrias Artísticas de Barcelona de 1894 en la que figuró como su representante su madre Adelaida Candelarese de Falero y Abad), La favorita (s/f), junto a las que se conservan un conjunto de retratos o escenas costumbristas (Belleza oriental [fechada muy probablemente en 1877], Fiesta en la taberna [1880]), la mayoría de las cuales se encuentran hasta el presente en diferentes colecciones particulares de Francia, Italia o Reino Unido. Respecto a la probable existencia de obras suyas en España se tiene noticia de varias subastas celebradas en Madrid especialmente a lo largo de la década de los noventa, sin que se conozcan por ahora más datos concretos sobre el particular.
En 1889 concurrió a la Exposición Universal de París con las obras Estrellas gemelas y La pesadilla en la que obtuvo una mención honorífica.

## Trayectoria

### Origen y aprendizaje (1851-c. 1867)
Luis Ricardo fue hijo de la familia de clase alta granadina formada por José María Falero y Juana Adelaida Candelarese que habían contraído matrimonio en la ciudad el 6 de diciembre de 1847.
A la temprana edad de seis años el pequeño fue enviado por sus padres al Richmond College de Londres donde durante dos cursos estudió el idioma inglés y el arte de la acuarela. Tras una primera estancia en París hacia 1866 regresó a España al objeto de seguir la carrera militar (concretamente en la Armada) para la que sus progenitores lo habían predestinado. En el aspecto artístico ejecutó también por estos años una serie de copias de autores representados en el Museo del Prado para lo que contó con el apoyo del abogado, político y empresario catalán Joaquín María de Paz y de Casanovas.

### Estancia en París (c. 1866-1887)
Pero su vocación artística era tan intensa que a los dieciséis años abandonó los estudios militares para regresar clandestinamente a la capital francesa donde para ganarse la vida trabajó realizando retratos a lápiz cuya actividad simultaneó con los estudios de químico e ingeniero industrial en el Museo Nacional de Historia Natural de Francia, llegando a ser fundador de la Sociedad Internacional de Electricistas y miembro de la Sociedad Belga de Electricidad, lo que a la larga se tradujo en un considerable detrimento del número de obras terminadas, si bien la realización de una serie de experimentos científicos algunos de los cuales estuvieron a punto de quitarle la vida lo hizo volver a la práctica pictórica definitivamente.
Estando en la ciudad (donde entabló una cierta amistad con el escritor y científico Camille Flammarion con el que viajó a la Costa Azul y realizó ilustraciones para algunos de sus libros destinados a la divulgación de la Astronomía) el por entonces ministro de Bellas Artes y general Jean-Baptiste Philibert Vaillant le encargó que pintase los retratos de todos los componentes de su Ministerio entre los que se encontraba el conocido escritor e historiador Jean de Falaise (marqués de Chennevières).
Se relacionó asimismo en esta época con una serie de artistas españoles residentes por entonces en París como el también pintor Vicente Palmaroli, el guitarrista Lorenzo Pagans o el pianista Mario Calado, el compositor romántico francés Benjamin Godard o el literato italiano Angelo de Gubernatis quien consideraba a Falero como «un español que gracias a las mujeres se ha[bía] vuelto parisino».
En cuanto a sus pinturas de estos años cabe mencionar Mujer egipcia con arpa (1874), en la que se mantienen aun las trazas de un cierto neoclasicismo, a la que seguirá posteriormente la continuada producción de una serie de composiciones y retratos realizados sobre todo al óleo sobre lienzo como La fumadora de opio y La pose (ambas de 1879), La visión de Fausto (1880), Estrellas gemelas (1881), El planeta Venus (1882), La oración a Isis (1883), La melena de Berenice (1885) o La estrella polar (c. 1886), buena parte de los cuales fueron exhibidos en las sucesivas ediciones del Salón de París organizadas de 1877 a 1886, excepto la celebrada en 1884 en que presentó La bruja (óleo sobre pergamino, Ø 28,5 cm) al de los Independientes.

### Traslado a Londres y fallecimiento (1887-1896)
Pese a recibir muy buenas críticas especialmente a raíz de su concurrencia al prestigioso Salón de París a partir de 1877 y aun de ver algunas de sus obras reproducidas en diversas publicaciones de la época, «debido sin duda a sus tendencias avanzadas y a cierta inclinación a la sensualidad que con frecuencia degeneraba en pornografía», en 1887 decidió trasladarse a Londres (más concretamente al n.º 100 de Fellows Road) donde dos años después contrajo matrimonio con la joven italiana catorce años menor Maria Cristina Spinelli (Atina, Frosinone, 1865).
En la misma calle residían el polémico pintor belga Rudolf Blind (quien en 1892 fue llevado a juicio por la muestra pública de un cuadro titulado The World's Desire en el que aparecía una mujer desnuda y al que fueron llamados a declarar otros notables artistas como Ford Madox Brown, Frederick Goodall y el propio Falero), Arthur Hacker, Alfred Walter Bayes, Theodore Matesdorf o la escultora conocida como Madame Yambaco.
Entre otros cuadros pintados por entonces se tienen datos de los titulados El zodiaco e Iris y Febo mostrados en una sala especial de la Grosvenor Gallery de Sheffield en enero de 1887, La tentación de San Antonio expuesto aquel mismo año en una galería de Bond Street, Mujeres desnudas flotando en el cielo en la Walker Art Gallery de Liverpool en septiembre de 1888, Un cometa cruzando el zodiaco presentado en 1892 en la galería Lifford de la calle Piccadilly, las alegorías de la Pintura y la Escultura exhibidas en la Royal Academy of Arts en 1893, una pieza religiosa titulada La Magdalena, etc.
No obstante dos años antes de su llegada a Reino Unido el público británico ya había tenido ocasión de contemplar algunas de sus obras (Iris y Febo, El zodiaco…) en la galería del marchante y editor francés Adolphe Goupil (con el que venía trabajando en París desde comienzos de la década) en Bond Street, así como de adquirir reproducciones de Estrellas gemelas, El cometa o La danza de las estrellas.
Pero sin duda la obra más sobresaliente del autor en estos años fue la titulada La pesadilla expuesta en mayo de 1888 en la Gainsborough Gallery ubicada en la Old Bond Street n.º 25, a raíz de lo cual fue calificada por la prensa como «el cuadro más extraordinario que se exhibe actualmente en Londres» y para cuya observación el público visitante estaba obligado a pagar un chelín.
Entre marzo y abril de 1893 se presentó nuevamente, esta vez en la residencia del ingeniero belga Richard von Soldenhoff situada en la St. Mary Street n.º 91 de Cardiff, en cuyo caso fue anunciada en la prensa británica como «la obra más notable y sensacional exhibida jamás en Inglaterra», y en el que los visitantes debían abonar la cantidad de un penique de las once a las cinco y de las seis a las nueve.
En cuanto a su vida personal, en junio de 1894 contrató como sirvienta a una tal Maud Annie Louise Harvey, de quince años, a la que consiguió convencer de posar totalmente desnuda y a la que sedujo, lo que fue descubierto por su esposa; cuando en febrero del año siguiente le informó que estaba embarazada, Falero la despidió del trabajo. Sin embargo, la joven interpuso una demanda por paternidad. Tras un largo litigio, ganó el caso y obtuvo una manutención de cinco chelines semanales para el bebé.
Falero falleció poco después, el 7 de diciembre de 1896 en el University College Hospital de la capital británica a la edad de cuarenta y cinco años de resultas de una intervención quirúrgica fallida.

## Obra seleccionada

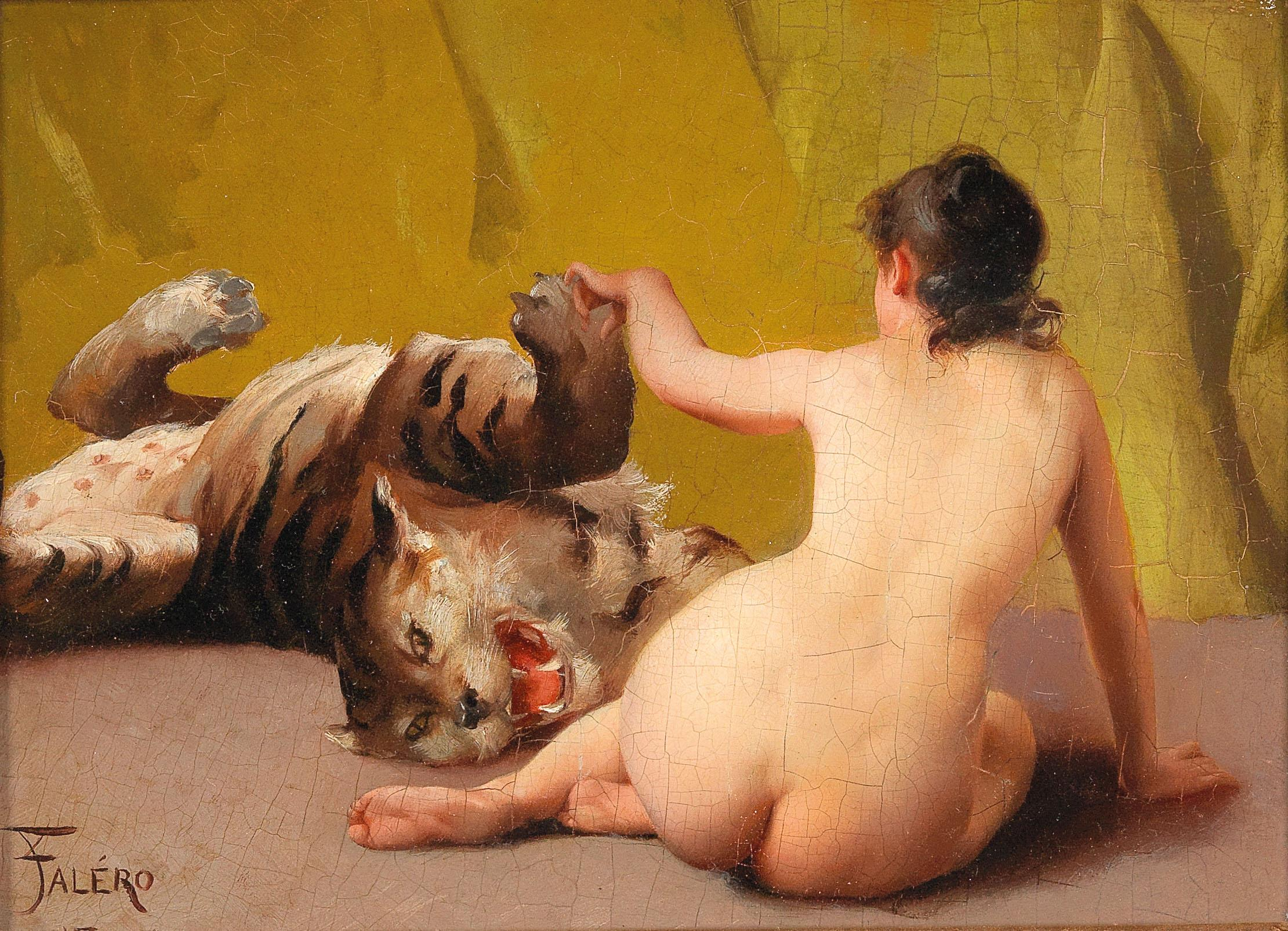
Jugando con el tigre, 1877. Óleo sobre plancha de madera, 16 x 21,5 cm.
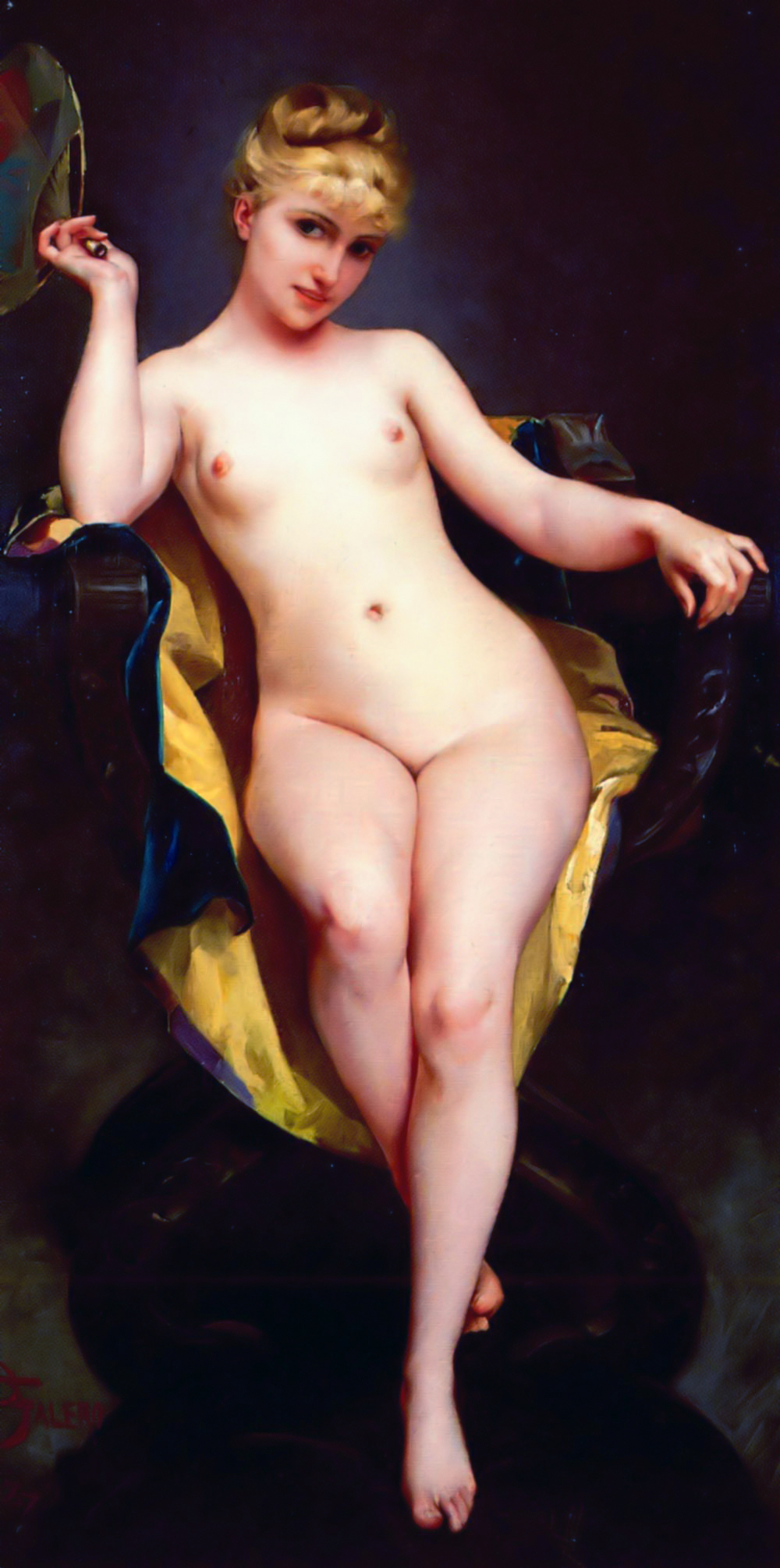
La pose, 1879. Óleo sobre lienzo, 160,6 x 85 cm.
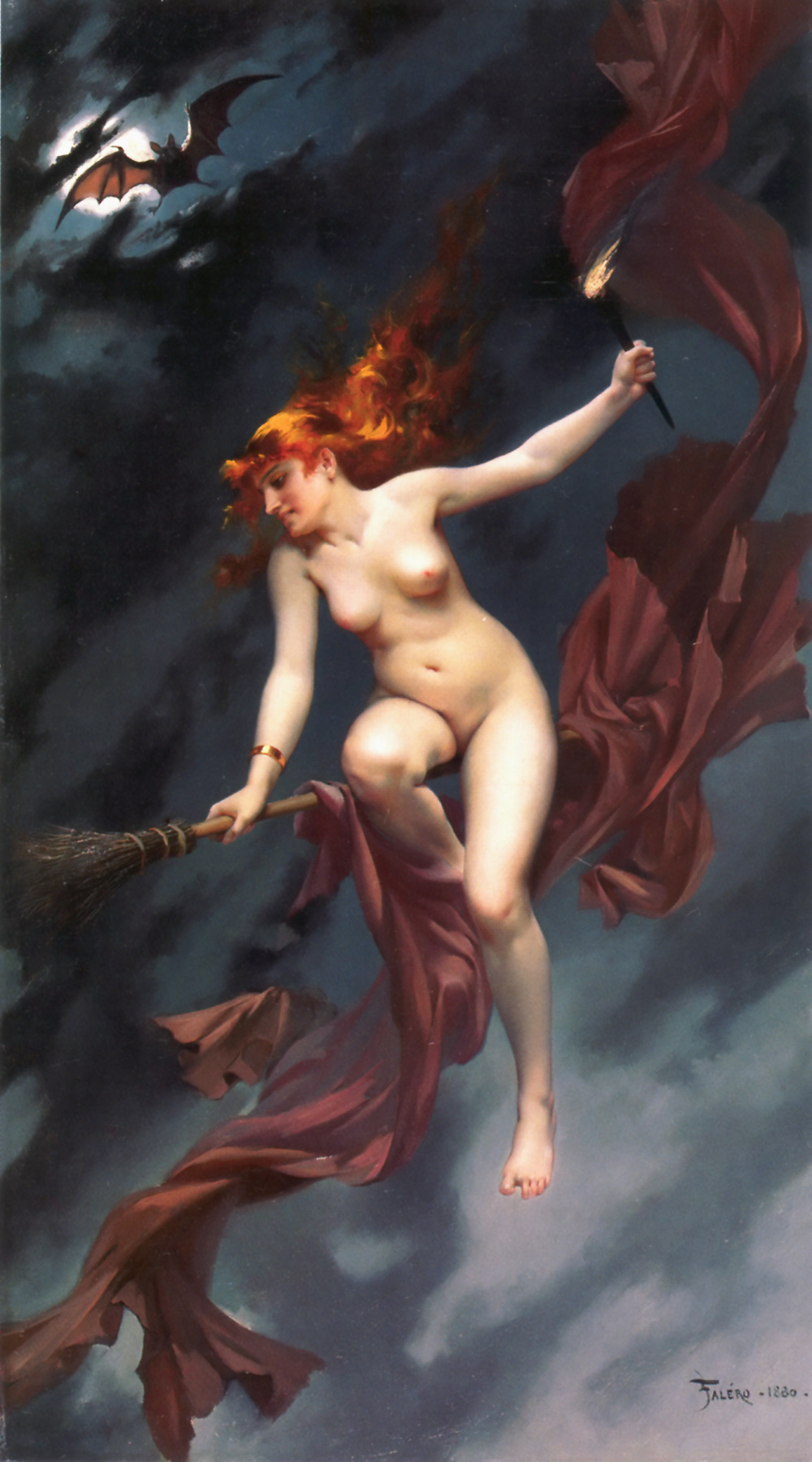
Bruja yendo al aquelarre, 1880. Óleo sobre lienzo, 74,3 x 41,2 cm.
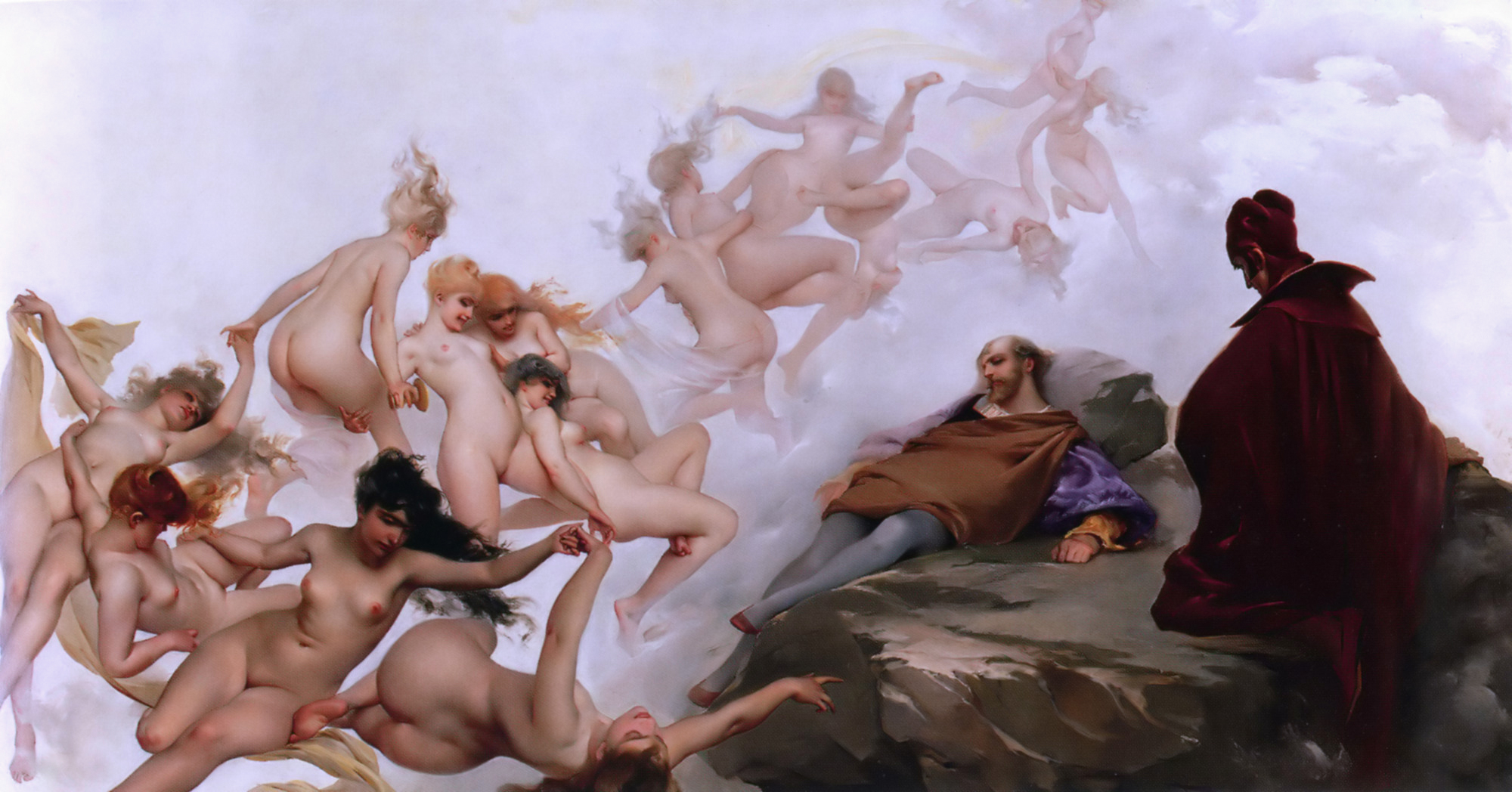
La visión de Fausto, 1880. Óleo sobre lienzo, 81,2 x 150,5 cm.
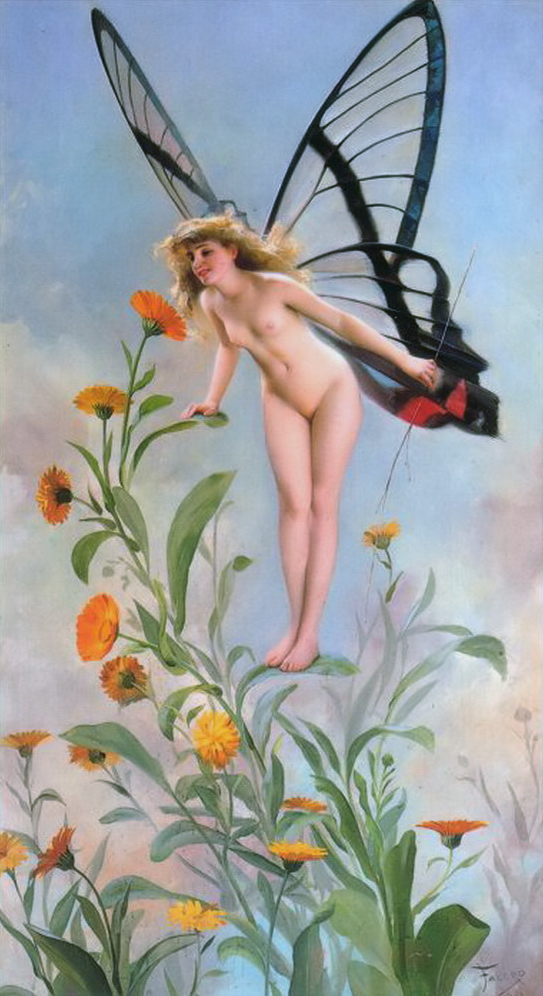
La mariposa, 1893. Óleo sobre lienzo, 71,5 x 38,6 cm.